# Dardano Sacchetti
Dardano Sacchetti (Montenero di Bisaccia, 27 giugno 1944) è uno sceneggiatore italiano.

## Biografia
La carriera di Sacchetti è iniziata dopo l'incontro con Dario Argento, per il quale scrisse il soggetto de Il gatto a nove code (1971); il proseguimento della sua carriera è caratterizzato da film talvolta violenti e irreali (Reazione a catena, Dèmoni, Quella villa accanto al cimitero, Paura nella città dei morti viventi), talvolta ricchi di suspense (Sette note in nero) o intrisi di humour nero e cinismo (Roma a mano armata) nonché elegie sulla morte come ...e tu vivrai nel terrore! - L'aldilà (1982). Sacchetti è un autore versatile e poliedrico. Nel tempo ha collaborato con Dario Argento, con Lucio Fulci, sua è la definizione del personaggio Er Monnezza, interpretato da Tomas Milian e diretto da Umberto Lenzi, ha collaborato con Mario Bava e in seguito con il figlio Lamberto.
Sposato con Elisa Briganti, anche lei sceneggiatrice, con la quale ha collaborato in vari film horror divenuti dei cult movie, come Zombi 2, Quella villa accanto al cimitero e Manhattan Baby.
Per molti anni ha curato una rubrica nella rivista Nocturno, mentre nel sito ufficiale del periodico ha avuto per diverso tempo una sua sezione personale (chiamata "L'accademia di Dardano") nella quale parlava del suo lavoro di scrittore e rispondeva alle domande degli iscritti.
Ha utilizzato gli pseudonimi Frank Costa, Jimmy Gould, David Parker Jr, Jerry Goldsmith.

## Filmografia parziale
- Il gatto a nove code, regia di Dario Argento (1971)
- Reazione a catena, regia di Mario Bava (1971)
- Squadra volante, regia di Stelvio Massi (1974)
- Mark il poliziotto, regia di Stelvio Massi (1975)
- Mark il poliziotto spara per primo, regia di Stelvio Massi (1975)
- L'uomo della strada fa giustizia, regia di Umberto Lenzi (1975)
- Roma a mano armata, regia di Umberto Lenzi (1976)
- Mark colpisce ancora, regia di Stelvio Massi (1976)
- Il trucido e lo sbirro, regia di Umberto Lenzi (1976)
- La legge violenta della squadra anticrimine, regia di Stelvio Massi (1976)
- Sette note in nero, regia di Lucio Fulci (1977)
- Shock, regia di Mario Bava (1977)
- La polizia è sconfitta, regia di Domenico Paolella (1977)
- Napoli si ribella, regia di Michele Massimo Tarantini (1977)
- Il cinico, l'infame, il violento, regia di Umberto Lenzi (1977)
- La banda del trucido, regia di Stelvio Massi (1977)
- Zombi 2, regia di Lucio Fulci (1979) – non accreditato
- Scusi lei è normale?, regia di Umberto Lenzi (1979)
- L'importante è non farsi notare, regia di Romolo Guerrieri (1979)
- Paura nella città dei morti viventi, regia di Lucio Fulci (1980)
- L'ultimo cacciatore, regia di Antonio Margheriti (1980)
- Apocalypse domani, regia di Antonio Margheriti (1980)
- La cameriera seduce i villeggianti, regia di Aldo Grimaldi (1980)
- ...e tu vivrai nel terrore! - L'aldilà, regia di Lucio Fulci (1981)
- Quella villa accanto al cimitero, regia di Lucio Fulci (1981)
- Pierino il fichissimo, regia di Alessandro Metz (1981)
- Lo squartatore di New York, regia di Lucio Fulci (1982)
- Manhattan Baby, regia di Lucio Fulci (1982)
- 1990 - I guerrieri del Bronx, regia di Enzo G. Castellari (1982)
- Amityville Possession, regia di Damiano Damiani (1982)
- Assassinio al cimitero etrusco, regia di Sergio Martino (1982)
- La guerra del ferro - Ironmaster, regia di Umberto Lenzi (1983)
- Thunder, regia di Fabrizio De Angelis (1983)
- Gli sterminatori dell'anno 3000, regia di Giuliano Carnimeo (1983)
- La casa con la scala nel buio, regia di Lamberto Bava (1983)
- I guerrieri dell'anno 2072, regia di Lucio Fulci (1984)
- Shark: Rosso nell'oceano, regia di Lamberto Bava (1984)
- Impatto mortale, regia di Fabrizio De Angelis (1984)
- Fuga dal Bronx, regia di Enzo G. Castellari (1984)
- Inferno in diretta, regia di Ruggero Deodato (1985)
- Nudo e selvaggio, regia di Michele Massimo Tarantini (1985)
- Dèmoni, regia di Lamberto Bava (1985)
- Blastfighter, regia di Lamberto Bava (1985)
- Thunder 2, regia di Fabrizio De Angelis (1985)
- Il diavolo sulle colline, regia di Vittorio Cottafavi (1985)
- Vendetta dal futuro, regia di Sergio Martino (1986)
- Dèmoni 2... L'incubo ritorna, regia di Lamberto Bava (1986)
- Sensi, regia di Gabriele Lavia (1986)
- Morirai a mezzanotte, regia di Lamberto Bava (1986)
- Camping del terrore, regia di Ruggero Deodato (1987)
- Il ragazzo dal kimono d'oro, regia di Fabrizio De Angelis (1987)
- Spettri, regia di Marcello Avallone (1987)
- Una notte al cimitero, regia di Lamberto Bava – film TV (1987)
- Colpo di stato, regia di Fabrizio De Angelis (1987)
- Per sempre (noto anche come Fino alla morte), regia di Lamberto Bava – film TV (1987)
- Thunder 3, regia di Fabrizio De Angelis (1988)
- Il maestro del terrore, regia di Lamberto Bava – film TV (1988)
- La casa dell'orco, regia di Lamberto Bava – film TV (1988)
- A cena col vampiro, regia di Lamberto Bava – film TV (1988)
- I predatori della pietra magica, regia di Tonino Ricci (1988)
- Bye Bye Vietnam, regia di Camillo Teti (1988)
- Afganistan - The Last War Bus, regia di Pierluigi Ciriaci (1989)
- La chiesa, regia di Michele Soavi (1989)
- Killer Crocodile, regia di Fabrizio De Angelis (1989)
- Il gioko, regia di Lamberto Bava – film TV (1989)
- Cyborg, il guerriero d'acciaio, regia di Giannetto De Rossi (1989)
- I ragazzi del 42º plotone, regia di Camillo Teti (1989)
- Killer Crocodile 2, regia di Giannetto De Rossi (1990)
- Soldier of Fortune (Soldato di ventura), regia di Pierluigi Ciriaci (1990)
- Il ritorno di Ribot, regia di Pino Passalacqua – miniserie TV (1991)
- Il ragazzo dal kimono d'oro 3, regia di Fabrizio De Angelis (1991)
- L'angelo con la pistola, regia di Damiano Damiani (1992)
- Alibi perfetto, regia di Aldo Lado (1992)
- Due vite, un destino, regia di Romolo Guerrieri – miniserie TV (1993)
- L'orso di peluche, regia di Jacques Deray (1994)
- Butterfly, regia di Tonino Cervi – miniserie TV (1995)
- Favola, regia di Fabrizio De Angelis – film TV (1996)
- Il barone, regia di Enrico Maria Salerno e Richard T. Heffron – miniserie TV (1996)
- Come quando fuori piove, regia di Bruno Gaburro – film TV (1998)
- Turbo – serie TV (1999)
- Alex l'ariete, regia di Damiano Damiani (2000)
- Il commissario – serie TV, 1 episodio (2002)
- Le stagioni del cuore – serie TV (2004)
- The Torturer, regia di Lamberto Bava (2006)
- Bastardi, regia di Federico Del Zoppo e Andres Alce Meldonado (2008)
- Il sangue dei vinti, regia di Michele Soavi (2008)
- Prima della felicità, regia di Bruno Gaburro – film TV (2010)
- Crimini – serie TV (2010)
- Tulpa - Perdizioni mortali, regia di Federico Zampaglione (2012)
- La madre, regia di Angelo Maresca (2013)
- Roma nuda, regia di Giuseppe Ferrara (2023)